# Družetići
Družetići (cyr. Дружетићи) – wieś w Serbii, w okręgu morawickim, w gminie Gornji Milanovac. W 2011 roku liczyła 565 mieszkańców.